# 本哈
本哈（Banha或Benha，阿拉伯语：‎） 是埃及東北部的城市，也是蓋盧比尤省的首府，位於開羅以北48公里。現時是埃及電子業的中心。本哈是鐵路網絡的主要交匯處，擁有埃及第六大火車站。

## 圖片集

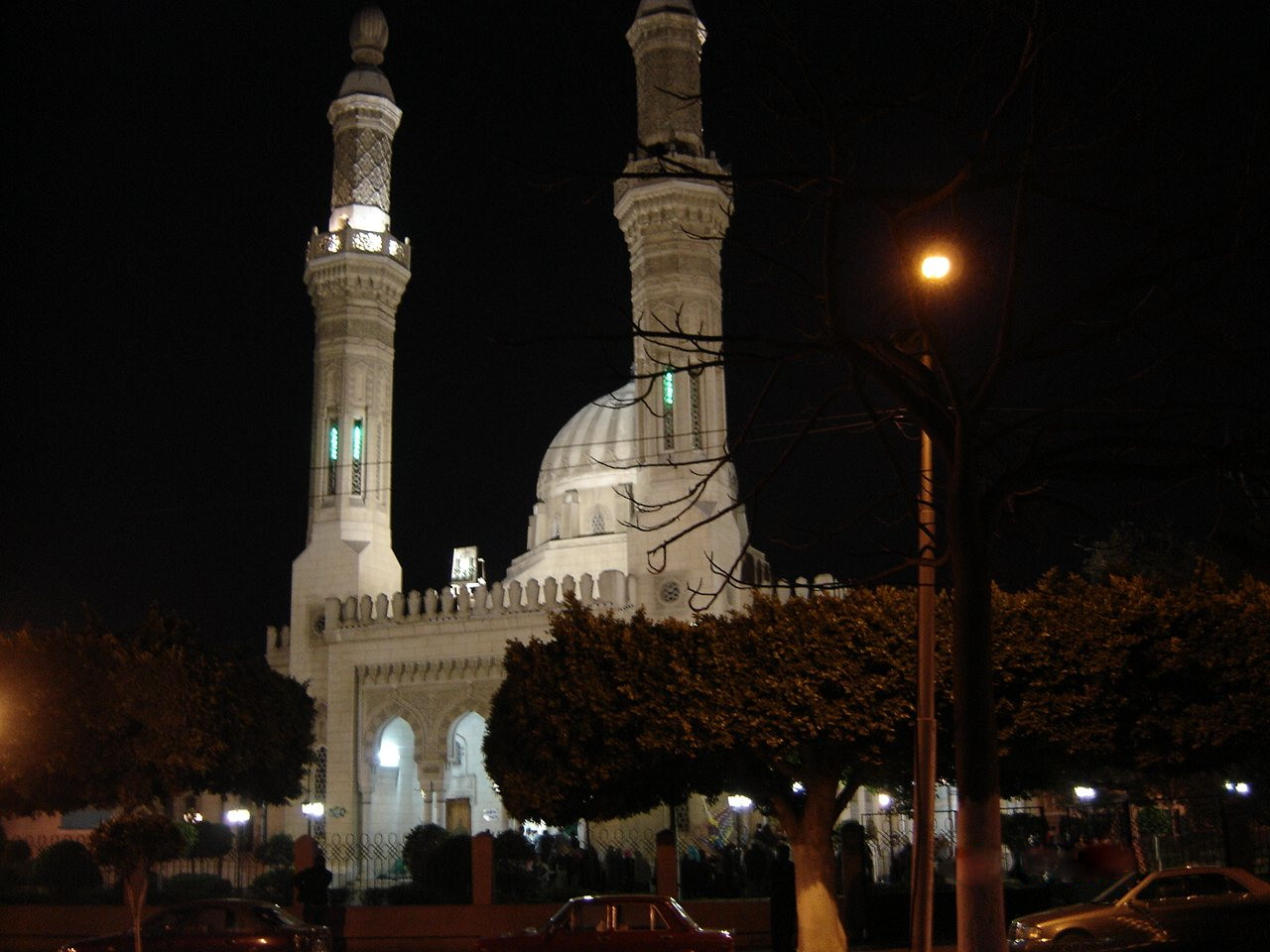
本哈最古老的清真寺之一
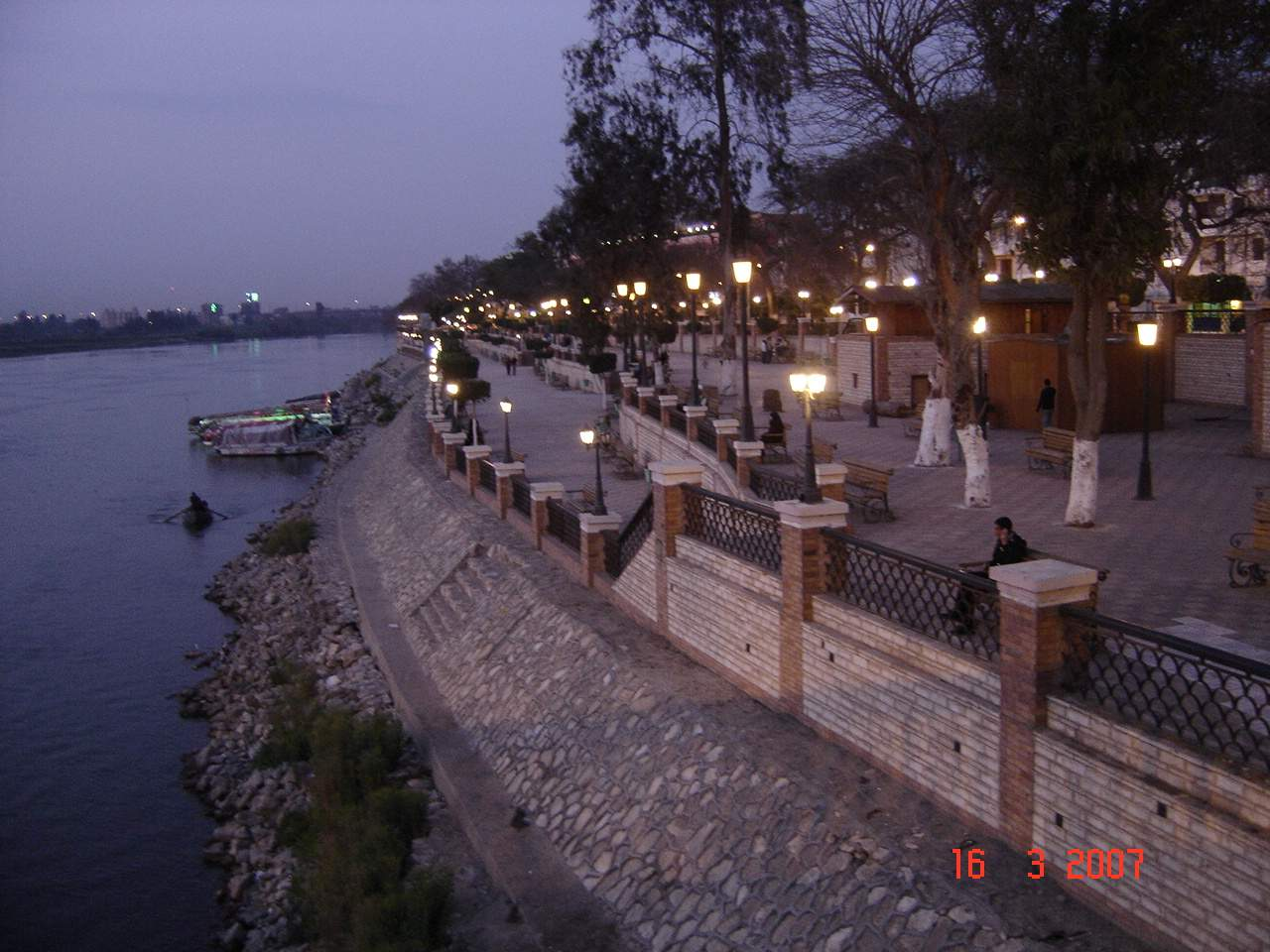
尼羅河畔
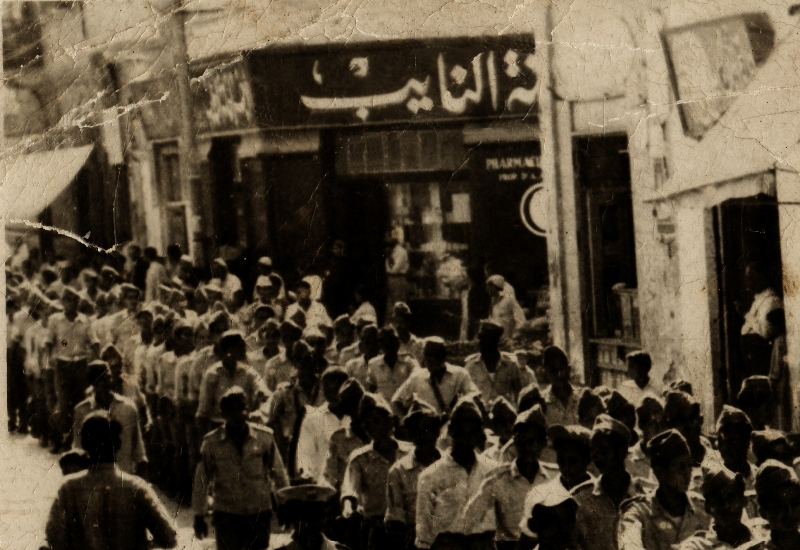
1950年代的El Nayeb Pharmacy
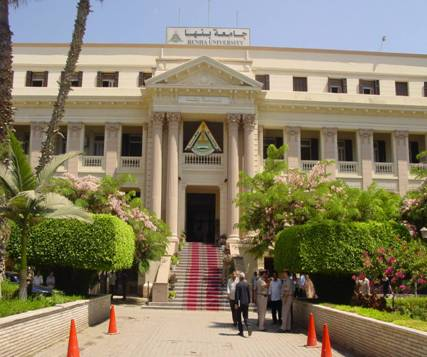
本哈大學

## 外部連結
- Qalyubia Governorate's official website （页面存档备份，存于） （英文）
- Qalyubia Group FaceBook （页面存档备份，存于） （英文）

30°28′N 31°11′E / 30.467°N 31.183°E